# Hydrellia pallipes
Hydrellia pallipes är en tvåvingeart som först beskrevs av Johann Wilhelm Meigen 1830.  Hydrellia pallipes ingår i släktet Hydrellia och familjen vattenflugor.
Artens utbredningsområde är Tyskland. Inga underarter finns listade i Catalogue of Life.